# Gare de Ur-Les Escaldes
Gare de Ur-Les Escaldes vasútállomás Franciaországban, Ur településen.

## Vasútvonalak
Az állomást az alábbi vasútvonalak érintik:
- Ligne de Cerdagne

## Kapcsolódó állomások
A vasútállomáshoz az alábbi állomások vannak a legközelebb:
- Gare de Béna-Fanès (Gare de Latour-de-Carol - Enveitg)
- Gare de Bourg-Madame (Gare de Villefranche - Vernet-les-Bains)